# Sartang jezik
Sartang jezik (ISO 639-3: onp), novopriznati tibetsko-burmanski jezik koji se nekad vodio kao dijalekt jezika moinba, i koji se priznanjima tzv. dijalekata podijelio na zasebne jezike chug [cvg]; lish [lsh]; kalaktang monpa [kkf]; eawang monpa [twm]; i Sartang [onp]. Alternativni nazicvi su mu but monpa, bootpa, but pa i matchopa, a etnička grupa koja njime govori sebe naziva Sartang.
Sartangom govori oko 1 000 ljudi u selima Jerigaon, Sellary, Khoitam, Rahung, Darbu i Khoina, u indijskoj državi Arunachal Pradesh. Najsličniji mu je sherdukpen [sdp], 49%–60% (leksički). Pismo devaagari nije dugo u ipotrebi.

## Vanjske poveznice
- Ethnologue (16th)